# Alexandre Romain Crochon
Alexandre Romain Crochon est un homme politique français né le 22 octobre 1759 à Pont-Audemer (Eure) et mort le 25 novembre 1842 au même lieu.
Officier de dragons, il est ensuite avocat et devient administrateur du district de Pont-Audemer sous la Révolution. Il est élu député de l'Eure au Conseil des Cinq-Cents le 25 germinal an VI (14 avril 1798), se montrant un parlementaire très actif. Favorable au coup d'État du 18 Brumaire, il siège au corps législatif jusqu'en 1803 et devient maire de Pont-Audemer. Il est de nouveau député de l'Eure en 1815, pendant les Cent-Jours.

## Distinctions
- Chevalier de la Légion d'honneur (1833).

## Sources
- « Alexandre Romain Crochon », dans Adolphe Robert et Gaston Cougny, Dictionnaire des parlementaires français, Edgar Bourloton, 1889-1891 [détail de l’édition]